# Martie Maguire

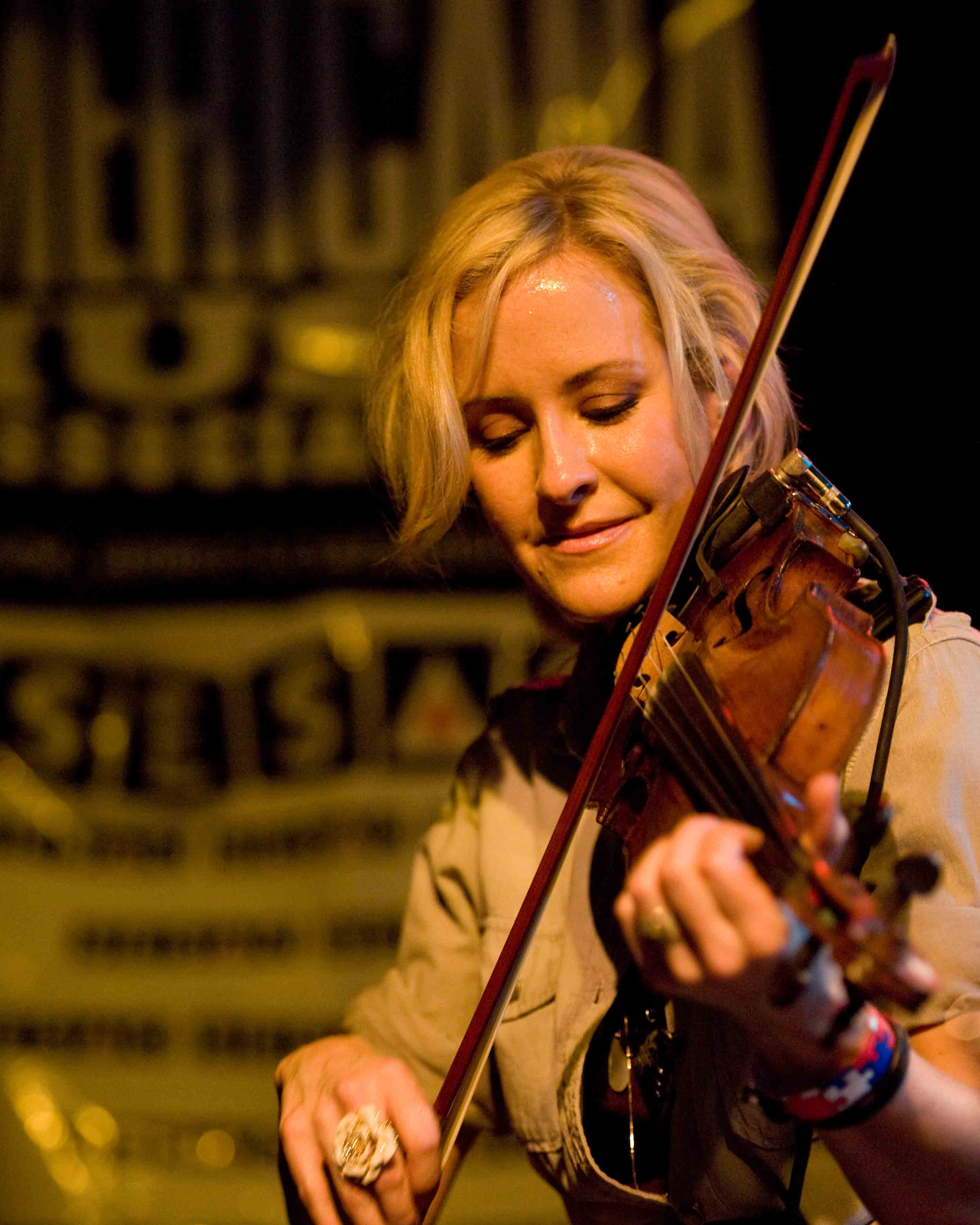
Martie Maguire, 2010

Martha Eleonor „Martie“ Maguire (geborene Erwin, * 12. Oktober 1969 in York, Pennsylvania) ist eine US-amerikanische Musikerin. Sie ist Gründungsmitglied der Country-Band The Chicks und hat an etlichen Songs der Gruppe mitgeschrieben, von denen einige Tophits in den Charts wurden.
Einige Songs interpretierte sie als Hauptsängerin, meistens aber singt sie zusammen mit ihrer Schwester Emily Robison Backing Vocals. Sie sorgt im Wesentlichen für die Orchestrierung und die Arrangements der Band. Sie spielt unter anderem Geige, Bratsche, Mandoline, Kontrabass und Gitarre.

## Kindheit
Sie ist die mittlere Tochter von Barbara Trask und Paul Erwin und hat zwei Schwestern. Aufgewachsen ist sie in Addison, einem Vorort von Dallas. Ermutigt von ihren Eltern, beide Lehrer an Privatschulen, begann sie mit fünf Jahren klassische Violine zu spielen. Mit zwölf lernte sie auf einer zum Geburtstag geschenkten Geige den Fiddle-Stil.

## Frühe Karriere
Maguire begann ihre musikalische Karriere schon im Schulorchester. Bereits in jungen Jahren lernte sie auf mehreren Instrumenten zu spielen und vervollkommnete ihre Spieltechnik zusammen mit ihrer Schwester Emily, indem sie mit zwei anderen Mitschülerinnen über fünf Jahre in einem High-School-Bluegrass-Quartett spielte. Neben der Geige spielt sie zahlreiche weitere Saiteninstrumente.
Die Schwestern hatten großes Interesse an Straßenmusik, besuchten viele Bluegrass-Festivals und musizierten gemeinsam mit den Geschwistern Troja und Sharon Gilchrist. Von 1984 bis 1989 spielten die vier Schülerinnen als Bluegrass-Band Blue Night Express, während sie die private Greenhill School in Addison (Texas) besuchten. 1987 gewann Maguire den zweiten Platz im jährlichen nationalen Wettbewerb für Geige in Winfield (Kansas). Nach dem Schulabschluss studierte sie von 1988 bis 1989 an der Southern Methodist University in Dallas (Texas). 1989 erreichte sie beim nationalen Wettbewerb für Geige auf dem Walnut Valley Festival ebenfalls in Winfield den dritten Platz.

## The Chicks

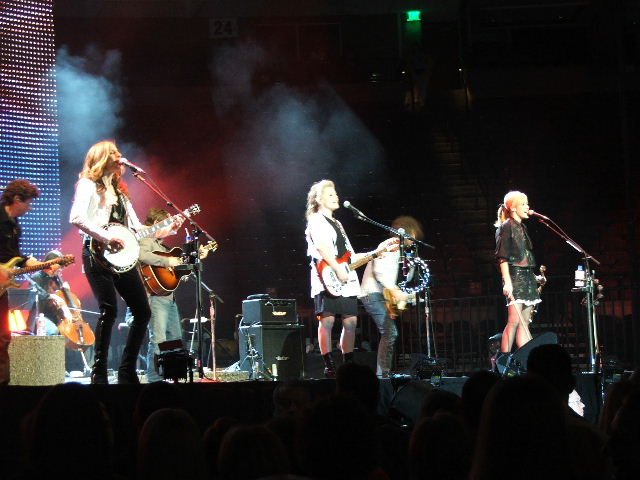
The Chicks, 2006

Nach dem Abschluss der High School gründete sie 1989 zusammen mit ihrer Schwester Emily, Laura Lynch und Robin Lynn Macy die Dixie Chicks. Sie spielten sechs Jahre zusammen in der Musikszene von Dallas Bluegrass, Country-Musik als Straßenmusik und auf Festivals. Nach dem Weggang von Macy und als Ersatz für Lynch kam 1995 die Sängerin und Songschreiberin Natalie Maines zur Band und erweiterte damit deren Repertoire. Das Trio ist mit mehr als 30 Millionen verkaufter Alben die erfolgreichste Frauenband der USA.

## Privatleben und weitere Aktivitäten
Martie Maguire ist seit 2001 mit dem Lehrer und Schauspieler Gareth Maguire aus Nordirland verheiratet, die beiden haben drei Töchter. 2010 veröffentlicht sie zusammen mit ihrer Schwester Emily Robison das Album Court Yard Hounds.

## Auszeichnungen
- 1987: 2. Platz Wettbewerb für Geige in Winfield (Kansas)
- 1989: 3. Platz Wettbewerb für Geige auf dem Walnut Valley Festival in Winfield (Kansas)
- 2007: Fünf Grammys mit den Dixie Chicks

Weitere Auszeichnungen:

## Diskografie
- 2010 Court Yard Hounds